# Forte Tagliata di Altare
Il forte Tagliata di Altare è stato un edificio difensivo posto a salvaguardia del cosiddetto "sbarramento di Altare" presso il Colle di Cadibona, in provincia di Savona.
L'intero complesso dello sbarramento altarese, ubicato lungo la strada statale 29 del Colle di Cadibona, fu voluto dal Regio Esercito per la difesa del Basso Piemonte e della catena appenninica ligure da eventuali attacchi terrestri; complessivamente il sito fu edificato in un periodo compreso tra il 1885 e il 1890.
La Tagliata di Altare faceva parte di quella area denominata "Piazzaforte di Altare", costituita anche dagli altri forti Tecci e Cascinotto.

## Descrizione
La postazione della Tagliata è ancora oggi composta da due fabbricati - uno sul versante savonese e l'altro sull'opposto versante di Altare - che permettevano di "tagliare", sbarrare, il valico di Cadibona (denominato anche Bocchetta di Altare) e quindi il collegamento viario tra il Piemonte e la costa savonese.
I due fabbricati erano entrambi su due piani: al piano terra vi stazionava il corpo di Guardia, mentre nel piano superiore era ubicata l'artiglieria pesante costituita da due casematte armate di mitragliatrici. Una galleria di scarpa - oggi murata come parte del complesso - permetteva di raggiungere i due sovrastanti forti: forte Tecci e forte Cascinotto.
In epoca recente una parte del fabbricato, sul versante di Altare, è stata recuperata e adibita a residenza privata; l'altra parte, quella verso Savona, si trova in stato di maggior abbandono.